# Teoria blocului în creștere a timpului
Teoria blocului în creștere a timpului (sau viziunea blocului în creștere) susține că numai trecutul și prezentul există, iar viitorul nu este încă format. Prezentul este o caracteristică obiectivă, similară cu un reflector aflat în mișcare. Pe măsură ce timpul trece, tot mai multe elemente apar în univers, de aceea se spune că universul blocului se extinde. Se presupune că extinderea blocului are loc chiar acum, într-o zonă foarte subțire de spațiu-timp unde se naște continuu spațiu-timp nou. Teoria blocului în creștere nu trebuie confundată cu teoria universului bloc, cunoscută și sub numele de eternism.
Viziunea blocului în creștere este o alternativă atât la eternism (care susține că trecutul, prezentul și viitorul există simultan), cât și la prezentism (care afirmă că doar prezentul există). Este considerată o perspectivă mai intuitivă decât alternativele sale. C.D. Broad a fost un susținător important al acestei teorii încă din 1923. Printre apărătorii moderni se numără Michael Tooley (1997) și Peter Forrest (2004).
Fabrice Correia și Sven Rosenkranz au propus o viziune distinctă asupra teoriei blocului în creștere în 2015.

## Teoria
Teoria a fost propusă pentru prima dată de C.D. Broad în 1923. El a descris teoria după cum urmează:
Se va observa că o astfel de teorie acceptă realitatea prezentului și a trecutului, dar susține că viitorul nu există încă. Nimic nu s-a întâmplat cu prezentul devenind trecut, cu excepția faptului că noi momente ale existenței s-au adăugat la istoria totală a lumii. Astfel, trecutul este la fel de real ca și prezentul. Pe de altă parte, esența unui eveniment prezent nu constă în faptul că precede evenimente viitoare, ci în faptul că nu există nimic față de care să aibă o relație de precedență. Suma totală a existenței este în continuă expansiune, iar acest lucru este cel care conferă seriei temporale un sens și o ordine. Un moment t este ulterior momentului t' dacă suma totală a existenței la t include suma totală a existenței la t' plus un element suplimentar.
Această teorie dinamică a timpului se potrivește cu intuiția noastră că trecutul este ireversibil, viitorul este incert, iar prezentul este în continuă schimbare. Teoria rezolvă paradoxul conform căruia timpul are un început, dar nu pare să aibă un sfârșit. Există și alte motive, care depășesc simțul comun, pentru a susține viziunea blocului în creștere a timpului. De exemplu, Tooley își bazează argumentul pe relația cauzală. Argumentul său principal, conform lui Dainton, este următorul:
- Evenimentele din lumea noastră sunt legate între ele prin relații de cauzalitate.
- Relația cauzală este inerent asimetrică. Efectele depind de cauzele lor într-un mod în care cauzele nu depind de efectele lor.
- Această asimetrie este posibilă doar dacă efectele unei cauze nu sunt reale la momentul cauzei lor.
- Cauzele apar înaintea efectelor lor: „X este mai devreme decât Y” înseamnă (aproximativ) că un eveniment simultan cu X provoacă un eveniment simultan cu Y.
- Prin urmare, universul nostru trebuie să fie un bloc în creștere.

## Critică
Câțiva filosofi, inclusiv David Braddon-Mitchell (2004), Craig Bourne și Trenton Merricks, au susținut recent că, dacă teoria blocului în creștere este corectă, nu putem fi siguri dacă momentul prezent este cu adevărat prezent. Prima apariție a lui „acum” se referă la un indexical temporal, în timp ce a doua apariție a lui „acum” se referă la proprietatea obiectivă a timpului prezent. Observația lor implică următoarea propoziție: „Această regiune a spațiu-timpului are proprietatea de a fi prezentă”.
Să ne imaginăm că Socrate discută cu Gorgias în trecut, dar crede că discuția are loc acum. Conform viziunii blocului în creștere, timpul este o proprietate reală a lumii, deci gândul lui Socrate se referă la prezentul obiectiv, la "acum". El crede, fără a folosi o formă verbală care să indice timpul, că gândul lui are loc la limita ființei. Dar știm că greșește, deoarece se află în trecut. Socrate nu știe că "acum" este "acum". Cum putem fi siguri că nu suntem în aceeași poziție ca el? La urma urmei, nu există nimic special care să ne diferențieze de Socrate. Prin urmare, nu putem fi siguri dacă prezentul este cu adevărat prezent. 
Cu toate acestea, unii filosofi au susținut că există o distincție ontologică între trecut și prezent. De exemplu, Forrest (2004) susține că, deși există un trecut, acesta este lipsit de viață și inactiv. Conștiința, precum și curgerea timpului, nu sunt active în trecut și pot apărea doar la limita universului bloc, unde prezentul există în toată existența.